# Бесаких
Бесаких (Пура Бесаких; индон. Pura Besakih, балийск. ᬧᬸᬭᬩᭂᬲᬓᬶᬄ Pura Besakih) — комплекс храмов в деревне Бесаких на склонах вулкана Агунг в восточной части Бали (Индонезия). Это самый важный и самый большой храм индуистской религии на Бали. Расположенный на высоте почти 1000 метров вверх по склону вулкана Агунг, он представляет собой обширный комплекс из 23 отдельных, но связанных между собой храмов, самым крупным и важным из которых является Пура Пенатаран Агунг. Храм построен на шести уровнях, террасами вверх по склону. Вход отмечен воротами чанди-бентар, за которыми расположены ещё одни ворота кори-агунг во второй двор.

## История
Горы занимают особое место в балийской космологии, поскольку являются средоточием божественного, и нет ничего более священного, чем Гунунг Агунг, самая высокая вершина острова. Гунунг Агунг считается пупком мира, и местная легенда гласит, что на самом деле это вершина горы Меру, привезенная из Индии Богом Парамашивой, когда индуизм впервые появился на острове. Пура Бесаких, который расположен на южных склонах Гунунг Агунг на высоте 900 метров, был когда-то основным местом поклонения для королевских семей Клунгкунг, Карангасем и Бангли, а сегодня считается материнским храмом для всего Бали. Несмотря на то, что храмовый комплекс Бесаких имеет очень древнее происхождение, нынешние сооружения построены сравнительно недавно, и лишь немногие из них были построены еще до землетрясения 1917 года. Тем не менее, несмотря на многочисленные реконструкции, которые происходили на протяжении веков, Пура Бесаких по-прежнему сохраняет свой архаичный характер — предполагают, что он может стоять на месте доисторического места поклонения, принадлежащего доиндобуддийскому прошлому острова.
Точное происхождение храма неясно, но его значение как святого места почти наверняка датируется доисторическими временами. Каменные основания храма Пура Пенатаран Агунг и нескольких других храмов напоминают мегалитические ступенчатые пирамиды, возраст которых как минимум 2000 лет.
Храм, безусловно, использовался в качестве индуистского культового сооружения в 1284 году, когда первые яванские завоеватели поселились на Бали. К XV веку Бесаких стал государственным храмом могущественной династии Гельгелей.

## Место расположения
Храм находится на южных склонах вулкана Агунг, самого большого вулкана Бали.
В состав храмового комплекса входят следующие храмы:
- Pura Penataran Agung
- Pura Batu Madeg
- Pura Dangin Kreteg
- Pura Gelap
- Pura Pedarman Dalem Sri Krisna Kepakisan
- Pura Pedharman Sangging Prebangkara
- Pura Kiduling Kreteg
- Pura Hyang Aluh
- Pura Bangun Sakti
- Pura Banua Kawan
- Pura Catur Lawa
- Pura Merajan Selonding
- Pura Ulun Kulkul
- Pura Goa Raja
- Pura Bangun Sakti
- Pura Tegal Penangsar
- Pura Tirtha Pediksaan
- Pura Saraswati
- Pura Titi Gonggang
- Pura Dalem Puri
- Pura Manik Mas
- Pura Pesimpangan

## Архитектура
Комплекс Пура Бесаких состоит из более чем двадцати храмов, расположенных на параллельных грядах, спускающихся по склону горы Гунунг Агунг. Самыми значимыми храмами комплекса считаются три храма, посвящённые индуистской троице. Основным храмом является Пура Пенатаранг Агунг (балийск. и индон. Pura Penataran Agung), он посвящен Шиве, который занимает наиболее видное место в балийском пантеоне. Пура Бату Мадег (балийск. Pura Batu Madeg) или «Храм стоящего камня», названный по монолиту фаллической формы, который находится внутри, стоит немного левее (лицом к Гунунг Агунгу) и посвящен Брахме. Пура Дангин Кретег (балийск. Pura Dangin Kreteg — «Храм к востоку от моста»), расположен на другой стороне от главного святилища и посвящен Вишну. Вместе три божества составляют индуистский триумвират, или тримурти, но есть множество святилищ, где поклоняются другим балийским богам и несколько храмов, посвящённых обожествленным предкам различных кланов, включая королевские дома Клунгкунга, Карангасема и Бангли.
Храмы выровнены по одной оси и предназначены для того, чтобы привести духовного человека вверх и ближе к горе, которая считается священной.

### Пура Пенатаран Агунг
Пура Пенатаран Агунг (балийск. и индон. Pura Penataran Agung — «Великий храм государства») — главный символический центр комплекса Бесаких и включает в себя шесть террас, которые свидетельствуют о последовательных расширениях, самое последнее из которых было в 1962 году. В храме имеется 57 сооружений, посвященных различным богам балийского пантеона, главный из которых Шива. Мемориальные башни были, вероятно, построены в XIV веке, возможно, под влиянием Маджапахитов. Трон лотоса или падмасана, датируется XVII или XVIII веком и действует как ритуальный центр храма и всего комплекса Бесаких в целом. Он представляет собой трёхместный трон, посвящённый верховному божеству Иде Сангхянг Видхи Васа, которое представлено тройной персоной Шива, Шадашива и Парамашива как альтернатива индуистскому триумвирату Брахмы, Шивы и Вишну.

## Фестивали
В Пура Бесаких регулярно проводится более 70 фестивалей, и почти каждый храм в храмовом комплексе ежегодно отмечает свою собственную годовщину. Эти праздничные циклы обычно связаны с 210-дневной календарной системой вуку (балийск. wuku), но наиболее важные церемонии следуют за лунным календарем. Великий ежегодный фестиваль Бхатара Турун Кабех (балийск. Bhatara Turun Kabeh, «Боги спускаются вместе») длится целый месяц и проходит в течение десятого лунного месяца — в марте или апреле. В это время предполагается, что боги всех храмов на Бали, больших и малых, поселяются в главном святилище в Пура Бесаких, и десятки тысяч людей со всего острова приезжают поклоняться священному трону лотоса.
Пура Бесаких также является местом величайшей балийской церемонии — Эка Дасда Рудра (балийск. Eka Dasda Rudra) или Очищение Вселенной, которая проводится один раз в столетие. Основная цель Эка Дасда Рудры — успокоить и умиротворить Рудру, одного из древнейших индийских божеств, доиндусских по происхождению, который связан с болезнями, эпидемиями, ураганными ветрами и другими стихийными бедствиями. Одна из кульминаций фестиваля — это огромная жертва крови, которая в идеале должна включать все виды существ, обитающих на острове. В последний раз были пожертвованы представители около 85 различных видов.

## Катастрофическое извержение 1963 года
В 1963 году вулкан Агунг взорвался в середине месячного празднования Эка Дасда Рудры. Хотя это катастрофическое событие привело к разрушению многих окрестных деревень и огромным человеческим жертвам, оно фактически не повредило Пуру Бесаких, потоки лавы обтекали храмы в нескольких метрах от стен. Извержение в момент совершения обрядов Эка Дасда Рудры было истолковано как гнев богов, которые были недовольны или временем проведения фестиваля — это был период чрезвычайной политической напряжённости, которая достигла кульминации в неудачном коммунистическом перевороте 1965 года — или тем, как проводились обряды. В 1979 году церемония была проведена снова, на этот раз в гораздо более благоприятных обстоятельствах. На церемонии присутствовал президент Индонезии Сухарто.
В результате извержения погибло около 1700 человек.

## Посетители
В 2013 году иностранные посетители составили 84 368 человек (77,2 % от общего числа посетителей), местные — 24 853 (22,8 %).

## Историческая ценность
Храм Бесаких был номинирован как объект всемирного наследия ещё в 1995 году, но ещё не получил этого статуса.

## Злоупотребления
Молодёжь из соседних деревень, выдавая себя за служителей храма, часто вымогают пожертвования у иностранных туристов.

## Галерея
- Храм Бесаких в 1949 году
- Главный храм Бесаких
- Пура Бесаких
- Пура Бесаких
- Пура Бесаких
- Молитвенная церемония в храме Бесаких
- Вид на Бали от Бесаких / главных ворот Храма Матери